# مارش عروسی مندلسون

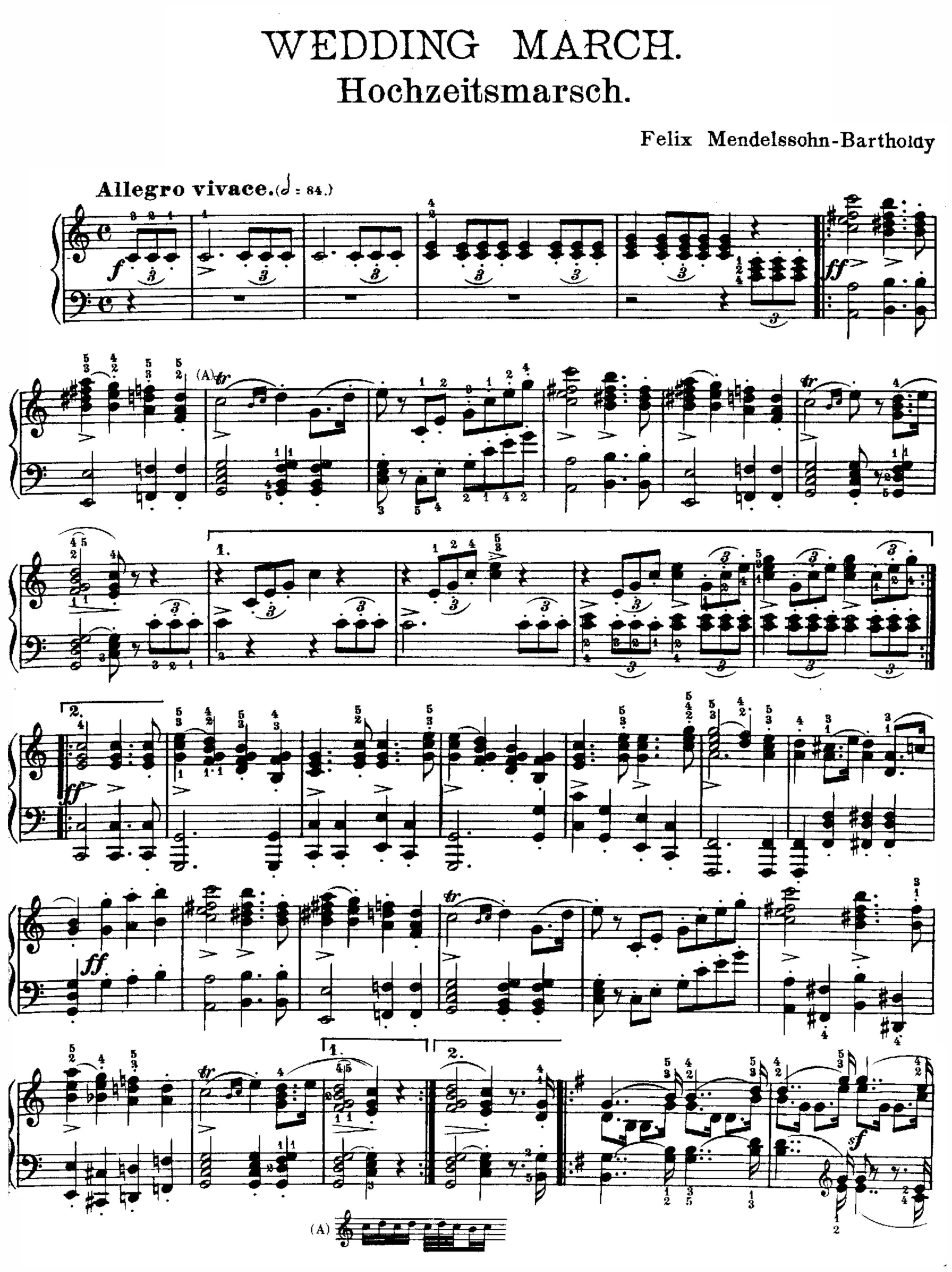
نخستین صفحه از برداشت پیانویی «مارش عروسی»

مارش عروسی (به انگلیسی: Wedding March) در دو ماژور، نام یکی از ساخته‌های پرآوازه فلیکس مندلسون است.
این اثر در سال ۱۸۴۲ ساخته شده است و از آن زمان تا کنون در بسیاری از مراسم عروسی در کلیساهای مغرب زمین نواخته می‌شود.
این اثر توسط فرانس لیست برای پیانوی تکنواز نیز تنظیم شده است.